# Hungry Lucy
Hungry Lucy – amerykański zespół grający darkwave i trip hop. 
Powstał w 1998, gdy producent i multiinstrumentalista War-N Harrison szukał wokalistki do utworu Blue Dress na tribute album Depeche Mode. Wówczas poznał Christę Belle i zaczęli wspólnie pisać piosenki. Po pozytywnej reakcji na ich pierwsze próby na www.mp3.com wydali debiutancki album Apparitions. Kontynuowali nagrywanie oraz lokalne koncertowanie i w 2003 wydali drugi album Glō, którego brzmienie jest lżejsze i różnorodne.

## Skład
- Christa Belle (ur. 21 sierpnia 1974, Lexington, USA) - wokal, teksty, kompozycje
- War-N Harrison (ur. 9 grudnia 1970, Shoreham, Anglia) - kompozycje, produkcja, "kręcenie gałkami"

## Dyskografia
- Apparitions (2000)
- Apparitions: Revisited (2002)
- Glō (2003)
- Reigndance Club (EP, 2004)
- To Kill a King (2004)
- Before We Stand... We Crawl (EP, 2006)
- The Teatime Sessions (live, 2008)
- Pulse of the Earth (2010)